# Višeanodni proporcionalni brojač
Višeanodni proporcionalni brojač (engl. multi-wire proporcional counter - MWPC) je mjerni instrument za otkrivanje i mjerenje elementarnih čestica ionizirajućeg zračenja, a predstavlja usavršeni oblik Geigerovog brojača i proporcionalnog brojača. Proporcionalni brojači obično su naprave koaksijalnog geometrijskog rasporeda: tanka žica (anoda), postavljena je uzduž osi valjkaste katode. Sustav je nepropustan za zrak i puni se inertnim plinom (obično smjesa argona i ugljikovog dioksida, argona i metana i sližno).
Georgij Harpak (Georges Charpak) sa suradnicima je razvio 1968. višeanodni proporcionalni brojač, u kojem je niz usporednih tankih žica (anoda), bilo razapeto simetrično, između dviju paralelnih ploča (katoda), za što je dobio Nobelovu nagradu za fiziku 1992. Prolaskom neke čestice ionizirajućeg zračenja kroz sustav (okomito na ravninu anoda), stvaraju se parovi elektron-ion u području dviju anodnih žica, uz koje se sekundarnom ionizacijom (kao i u običnom proporcionalnom brojaču), stvara lavina parova elektron-ion. Omjer električnih impulsa na dvjema anodama je mjera mjesta prolaska žestica između njih. Kako je razmak žica malen (oko 2 mm), moguće je u dimenziji okomito na anode, odrediti položaj putanje električki nabijene čestice s točnošću oko 0,5 mm. 
Između katoda i anoda je visok napon oko 5 kV. Svaka anoda je spojena na posebno predpojačalo, a impulsi iz predpojačala vode se u elektroničko računalo radi obrade i registriranja. Donje anode određuju trag čestica u smjeru x, a gornje u smjeru y. Takvi detekcijski sustavi upotrebljavaju se u mnogim složenim sustavima za istraživanje u fizici elementarnih čestica i u nuklearnoj fizici. Koristi se i za magnetske spektrometre, koji se primjenjuju u istraživanju nuklearnih reakcija u području energije iznad 20 MeV, te za određivanje prostorne raspodjele rendgenskog zračenja (na primjer za proučavanje ogiba rendgenskog zračenja).

## Povlačna komora
Povlačna komora (engl. drift chamber) ima slična svojstva kao višeanodni proporcionalni brojač. Jednostavnija je po konstrukciji, ali i nešto sporija u radu. Sastoji se od komore s električnim poljem, koja služi za povlačenje elektrona, proporcionalnog brojača, kojim se određuje trenutak dolaska elektrona na kraj komore i scintilacijskog detektora u pozadini komore, kojim se utvrđuje trenutak ulaska ionizirajuće čestice u sustav, tj. trenutak početka povlačenja elektrona. 
Žice za oblikovanje električnog polja na različitim su potencijalima, kako bi proizvodile približno homogeno električno polje, usmjereno prema anodi proporcionalnog brojača. Između katoda i anoda je visok napon oko 5 kV, pa je u neposrednoj blizini anode električno polje vrlo snažno, te ona služi kao anoda proporcionalnog brojača. Prolaskom električki nabijene čestice kroz sustav, scintilacijski detektor daje impuls koji označuje trenutak prolaska čestice. Elektroni, koji se uz ione stvaraju prolaskom čestice, povlače se električnim poljem prema anodi i sa zakašnjenjem proizvode električni impuls. Kašnjenjem tog impulsa prema impulsu iz scintilacijskog detektora, određuje se položaj traga čestice u smjeru poprečno na anodu. Vrijeme povlačenja elektrona (od mjesta ulaska čestice do dolaska elektrona u proporcionalni brojač) služi za određivanje mjesta prolaska čestice u dimenziji u smjeru električnog polja. Povlačne se komore također upotrebljavaju u parovima s okomitim poljima, radi određivanja točke u ravnini komora kroz koju je čestica prošla. Točnost određivanja mjesta prolaska upadne čestice je do 0,1 mm.